# Maria Teresa Dinis

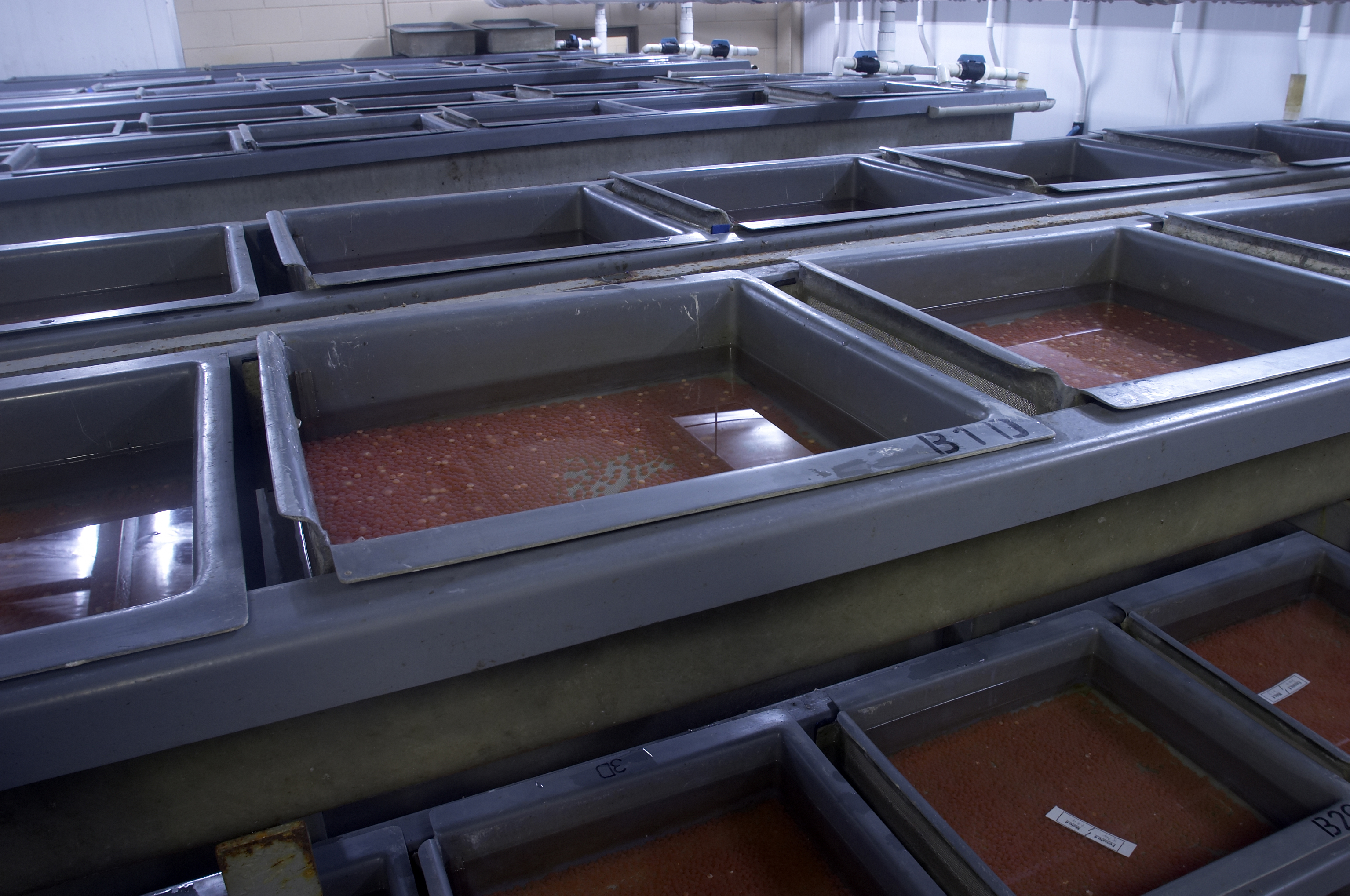
Ovos de salmão atlântico em cubas

Maria Teresa Dinis (Lisboa, 1948), é uma bióloga portuguesa, pioneira da aquacultura em Portugal. O seu trabalho de investigação em Ciências do Mar foi reconhecido pelo  Ministério da Ciência, Tecnologia e Ensino Superior com uma Medalha de Mérito Científico em 2020. 

## Percurso
Maria Teresa Dinis nasceu em Lisboa em 1945 e cresceu em Setúbal.
Licenciou-se em 1967 na Faculdade de Ciências da Universidade de Lisboa e no ano seguinte, em 1968, foi trabalhar na Junta Nacional de Investigações Científicas que estava sob a alçada do Ministério do Ultramar.  É neste âmbito que com 23 anos se torna, na primeira bióloga portuguesa a participar em missões em Moçambique. 
Trabalhou no Aquário Vasco da Gama, onde orientou a reprodução de peixes em cativeiro pela primeira vez em Portugal. 
De maneira a promover o desenvolvimento e a investigação das ciências marinhas em Portugal, fundou o CCMAR (Centro de Ciências do Mar) na Universidade do Algarve, onde foi professora emérita e desenvolveu o seu trabalho de investigação em aquacultura. 

## Trabalho Cientifico
Durante a época em que trabalhou no Aquário Vasco da Gama, os robalos desovaram no aquário em que se encontravam. Maria Teresa Dinis viu neste acontecimento a possibilidade de reproduzir pela primeira vez peixes em cativeiro, assim recolheu os ovos e promoveu o desenvolvimento das larvas de robalo. 

## Prémios e Reconhecimento
Em 2020, o Ministério da Ciência, Tecnologia e Ensino Superior distinguiu-a com a Medalha de Mérito Científico pelo seu trabalho no desenvolvimento da aquacultura e das ciências do mar em Portugal. 
Foi uma das cientistas portuguesas homenageadas pelo Ciência Viva em 2016, com a primeira edição do livro Mulheres na Ciência, lançado no Dia Internacional da Mulher desse ano. 

## Obra
É autora do livro de 2021 - Introdução à Aquacultura, editora Lidel, ISBN 978-989-752-599-5

## Ligações Externas
- TEDxMatosinhos: Aquacultura que futuro?, por Maria Teresa Dinis
- Encontro Ciência'20: Maria Teresa Dinis recebe Medalha de mérito científico